# Wake of the Flood
Wake of the Flood är ett musikalbum av Grateful Dead som lanserades i oktober 1973. Det var gruppens sjätte studioalbum och det första som släpptes på gruppens eget skivbolag, Grateful Dead Records. Keith Godchaux var ny medlem på keyboard från och med detta album då Ron McKernan avlidit i mars 1973. Hans fru, sångerskan Donna Jean Godchaux var också ny medlem från detta album. Skivan är mer jazzinriktad än vad gruppens tidigare album varit.

## Låtlista
1. "Mississippi Half-Step Uptown Toodeloo" (Garcia and Robert Hunter) – 5:45
2. "Let Me Sing Your Blues Away" (Keith Godchaux and Hunter) – 3:17
3. "Row Jimmy" (Garcia and Hunter) – 7:14
4. "Stella Blue" (Garcia and Hunter) – 6:26
5. "Here Comes Sunshine" (Garcia and Hunter) – 4:40
6. "Eyes of the World" (Garcia and Hunter) – 5:19
7. "Weather Report Suite" – 12:53

## Listplaceringar
- Billboard 200, USA: #18[1]